# Olympische Sommerspiele 1964/Teilnehmer (Mexiko)
| Gelbes Symbol für Goldmedaillen mit stilisierten Olympischen Ringen | Graues Symbol für Silbermedaillen mit stilisierten Olympischen Ringen | Braundes Symbol für Bronzemedaillen mit stilisierten Olympischen Ringen |
| ------------------------------------------------------------------- | --------------------------------------------------------------------- | ----------------------------------------------------------------------- |
| —                                                                   | —                                                                     | 1                                                                       |

Mexiko nahm an den Olympischen Sommerspielen 1964 in Tokio mit einer Delegation von 94 Athleten (90 Männer und 4 Frauen) an 58 Wettkämpfen in 15 Sportarten teil. 
Der Boxer Juan Mendoza gewann im Bantamgewicht mit Bronze die einzige Medaille Mexikos bei den Spielen.

## Teilnehmer nach Sportarten

### Basketball
- 12. Platz
Alberto Almanza
Armando Herrera
Carlos Quintanar
Eulalio Avila
Luis Grajeda
Manuel Raga
Mario Peña
Miguel Arellano
Rafael Heredia
Rico Pontvianne

### Boxen
- Juan Mendoza
Bantamgewicht: Bronze

- José Antonio Duran
Federgewicht: im Viertelfinale ausgeschieden

- Mario Serrano
Leichtgewicht: in der 1. Runde ausgeschieden

- Eduardo Zazueta
Halbweltergewicht: in der 1. Runde ausgeschieden

- Alfonso Ramírez
Weltergewicht: in der 1. Runde ausgeschieden

### Fußball
- in der Gruppenphase ausgeschieden
Albino Morales
Carlos Gutiérrez
Efrain Loza
Ernesto Cisneros
Felipe Ruvalcaba
Miguel Galván
Raúl Arellano Gallo
Raúl Chávez
Javier Fragoso
Guillermo Hernández Sánchez
Ignacio Calderón
José Luis Aussín Suárez
José Luis González Dávila
Carlos Albert Llorente

### Gewichtheben
- Mauro Alanís
Federgewicht: 17. Platz

### Judo
- René Arredondo
Leichtgewicht: in der Gruppenphase ausgeschieden

- Gabriel Goldschmied
Mittelgewicht: in der Gruppenphase ausgeschieden

- Salvador Goldschmied
Schwergewicht: in der Gruppenphase ausgeschieden

### Leichtathletik
Männer
- Carlos Lorenzo
100 m: im Vorlauf ausgeschieden
200 m: im Vorlauf ausgeschieden

- Didier Mejía
400 m: im Vorlauf ausgeschieden

- Fidel Negrete
Marathon: 21. Platz

- Víctor Peralta
Marathon: 53. Platz

Frauen
- Esperanza Girón
100 m: im Vorlauf ausgeschieden
200 m: im Vorlauf ausgeschieden

### Moderner Fünfkampf
- David Bárcena
Einzel: 34. Platz
Mannschaft: 11. Platz

- Eduardo Florez
Einzel: 35. Platz
Mannschaft: 11. Platz

- Enrique Padilla
Einzel: 36. Platz
Mannschaft: 11. Platz

### Radsport
- Melesio Soto
Straßenrennen: 93. Platz

- Francisco Coronel
Straßenrennen: 104. Platz

- Heriberto Díaz
Straßenrennen: Rennen nicht beendet

- Moisés López
Straßenrennen: Rennen nicht beendet
Straße Mannschaftszeitfahren: 17. Platz

- Adolfo Belmonte
Straße Mannschaftszeitfahren: 17. Platz

- Antonio Duque
Straße Mannschaftszeitfahren: 17. Platz
Bahn 4000 m Einerverfolgung: in der 1. Runde ausgeschieden

- Porfirio Remigio
Straße Mannschaftszeitfahren: 17. Platz

- José Luis Téllez
Bahn Sprint: in der 2. Runde ausgeschieden
Bahn Tandem: in der 2. Runde ausgeschieden

- José Mercado
Bahn Sprint: in der 2. Runde ausgeschieden
Bahn 1000 m Zeitfahren: 13. Platz
Bahn Tandem: in der 2. Runde ausgeschieden

### Reiten
- Ricardo Guasch
Springreiten: 37. Platz
Springreiten Mannschaft: 13. Platz

- Héctor Zatarain
Springreiten: ausgeschieden
Springreiten Mannschaft: 13. Platz

- Joaquín Hermida
Springreiten: ausgeschieden
Springreiten Mannschaft: 13. Platz

- José Refugio González
Vielseitigkeit: 22. Platz
Vielseitigkeit Mannschaft: 9. Platz

- Eduardo Higareda
Vielseitigkeit: 31. Platz
Vielseitigkeit Mannschaft: 9. Platz

- Manuel Mendívil
Vielseitigkeit: 32. Platz
Vielseitigkeit Mannschaft: 9. Platz

- Joaquín Madrigal
Vielseitigkeit: ausgeschieden
Vielseitigkeit Mannschaft: 9. Platz

### Ringen
- César del Rio
Fliegengewicht, griechisch-römisch: in der 2. Runde ausgeschieden
Fliegengewicht, Freistil: in der 2. Runde ausgeschieden

- Moisés López
Bantamgewicht, griechisch-römisch: in der 2. Runde ausgeschieden
Bantamgewicht, Freistil: in der 3. Runde ausgeschieden

- Mario Tovar
Federgewicht, griechisch-römisch: in der 2. Runde ausgeschieden
Federgewicht, Freistil: in der 4. Runde ausgeschieden

- Alejandro Echaniz
Leichtgewicht, griechisch-römisch: in der 2. Runde ausgeschieden
Leichtgewicht, Freistil: in der 2. Runde ausgeschieden

### Rudern
Männer
- Otto Plettner
Einer: 10. Platz

- Roberto Friedrich
Doppel-Zweier: 11. Platz

- Fernando Scheffler
Doppel-Zweier: 11. Platz

### Schießen
- Enrique Torres
Freie Pistole 50 m: 35. Platz

- Raúl Ibarra
Freie Pistole 50 m: 37. Platz

- Olegario Vázquez Raña
Kleinkalibergewehr Dreistellungskampf 50 m: 19. Platz
Kleinkalibergewehr liegend 50 m: 37. Platz

- Abel Vázquez
Kleinkalibergewehr Dreistellungskampf 50 m: 29. Platz

- Jesús Elizondo
Kleinkalibergewehr liegend 50 m: 19. Platz

### Schwimmen
Männer
- Salvador Ruíz
100 m Freistil: im Vorlauf ausgeschieden
4-mal-100-Meter-Freistil-Staffel: im Vorlauf ausgeschieden
4-mal-200-Meter-Freistil-Staffel: im Vorlauf ausgeschieden

- Guillermo Echevarría
1500 m Freistil: im Vorlauf ausgeschieden
4-mal-100-Meter-Freistil-Staffel: im Vorlauf ausgeschieden
4-mal-200-Meter-Freistil-Staffel: im Vorlauf ausgeschieden

- Alfredo Gumán
1500 m Freistil: im Vorlauf ausgeschieden
4-mal-100-Meter-Freistil-Staffel: im Vorlauf ausgeschieden
4-mal-200-Meter-Freistil-Staffel: im Vorlauf ausgeschieden

- Rafael Hernández
400 m Lagen: im Vorlauf ausgeschieden
4-mal-100-Meter-Freistil-Staffel: im Vorlauf ausgeschieden
4-mal-200-Meter-Freistil-Staffel: im Vorlauf ausgeschieden

- Gabriel Altamirano
200 m Schmetterling: im Vorlauf ausgeschieden

- Juan Alanís
200 m Schmetterling: im Vorlauf ausgeschieden
400 m Lagen: im Vorlauf ausgeschieden

- Guillermo Davila
400 m Lagen: im Vorlauf ausgeschieden

Frauen
- María Luisa Souza
400 m Freistil: im Vorlauf ausgeschieden

- Olga Belmar
400 m Freistil: im Vorlauf ausgeschieden

- Silvia Belmar
100 m Schmetterling: im Vorlauf ausgeschieden
400 m Lagen: im Vorlauf ausgeschieden

### Segeln
- Fernando Ortíz
Finn-Dinghy: 32. Platz

- Carlos Braniff
Star: 14. Platz

- Andrés Gerard senior
Star: 14. Platz

- Mauricio de la Lama
Drachen: 18. Platz

- Eduardo Prieto 
Drachen: 18. Platz

- Juan Frias
Drachen: 18. Platz

- Alfonso Serrano
Flying Dutchman: 21. Platz

- Sergio González Karg
Flying Dutchman: 21. Platz

- Víctor de la Lama
5,5-Meter-Klasse: 15. Platz

- Iker Belausteguigoitia
5,5-Meter-Klasse: 15. Platz

- Luis Aguilar
5,5-Meter-Klasse: 15. Platz

### Wasserspringen
Männer
- Luis Niño
3 m Kunstspringen: 12. Platz
10 m Turmspringen: 10. Platz

- Álvaro Gaxiola
3 m Kunstspringen: 15. Platz
10 m Turmspringen: 18. Platz

- José Robinson
3 m Kunstspringen: 19. Platz

- Roberto Madrigal
10 m Turmspringen: 4. Platz